# 利德伍德 (密蘇里州)
利德伍德（英語：Leadwood）是位於美國密蘇里州聖弗朗索瓦縣的城市。

## 人口
根據2020年美國人口普查的數據，利德伍德的面積為3.00平方千米，皆為陸地。當地共有人口1178人，而人口密度為每平方千米393人。